# Derambila efila
Derambila efila är en fjärilsart som beskrevs av Swinhoe 1894. Derambila efila ingår i släktet Derambila och familjen mätare. Inga underarter finns listade i Catalogue of Life.